# 羽後太田駅
羽後太田駅（うごおおたえき）は秋田県仙北市田沢湖角館東前郷字折橋にある、秋田内陸縦貫鉄道秋田内陸線の駅である。

## 歴史
- 1970年（昭和45年）11月1日：国鉄角館線（現・秋田内陸線）の駅として開設[1][2]。当時は仙北郡田沢湖町に所在。
- 1986年（昭和61年）11月1日：角館線が第三セクター秋田内陸縦貫鉄道へ転換、同社の駅となる[1]。

## 駅構造
単式ホーム1面1線を有する地上駅。
無人駅。駅舎は無いが、ホーム上に待合所が設置されている。

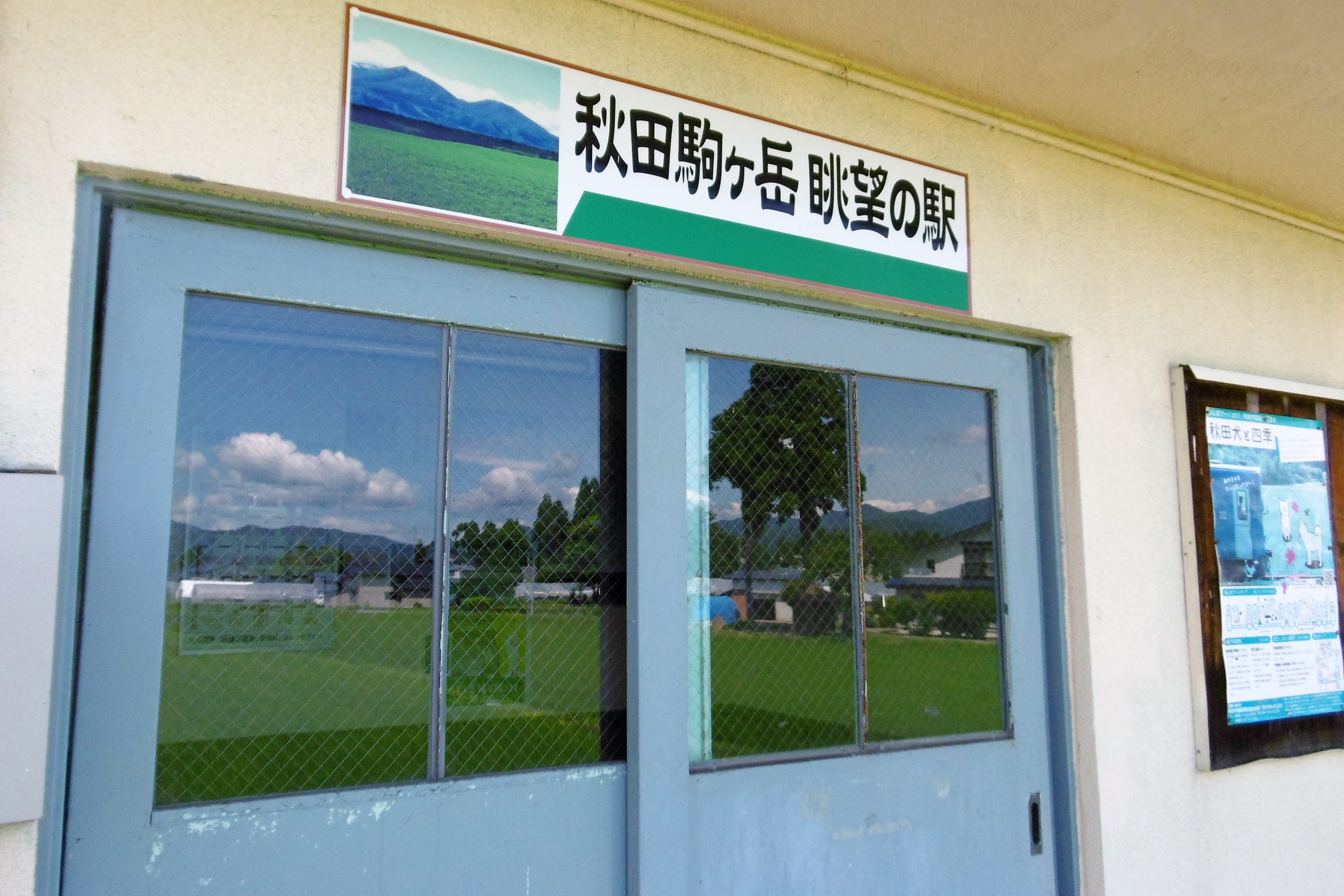
待合所には「秋田駒ヶ岳眺望の駅」と言う看板が設置されている

## 利用状況
| 1日乗降人員推移 | 1日乗降人員推移 |
| 年度            | 1日平均人数     |
| --------------- | --------------- |
| 2016年          | 2               |
| 2017年          | 1               |
| 2018年          | 1               |

## 駅周辺
駅西側を国道105号が南北に走っている。
- 桧木内川

## 隣の駅
秋田内陸縦貫鉄道
■秋田内陸線
□快速（下り列車のみ停車）・■普通
西明寺駅 - 羽後太田駅 - 角館駅